# Avington (Berkshire)
Avington – wieś w Anglii, w Berkshire, w dystrykcie (unitary authority) West Berkshire, w civil parish Kintbury. Leży 10,7 km od miasta Newbury, 34,5 km od miasta Reading i 96,7 km od Londynu. W 1931 roku civil parish liczyła 77 mieszkańców. Avington jest wspomniana w Domesday Book (1086) jako Avintone.

## Etymologia
Źródło:.

Nazwa miejscowości na przestrzeni wieków:
- XI w. – Avintone
- XIII w. – Avienton, Aventon i Avington